# Kutyaszorítóban (film)
A Kutyaszorítóban (Reservoir Dogs) 1992-ben bemutatott amerikai bűnügyi film, Quentin Tarantino első rendezése. A főszereplők Harvey Keitel, Tim Roth, Michael Madsen, Chris Penn, Steve Buscemi és Lawrence Tierney. Maga Tarantino is feltűnik egy kisebb szerepben.

## Történet
Öt, egymás számára teljesen ismeretlen férfi összeáll a tökéletes bűntény végrehajtására. Nem ismerik egymás valódi nevét, színek szerint szólítják egymást. Azonban a gyémántrablás után a rendőrség túl gyorsan a nyomukra bukkan, és a rablásból pillanatok alatt vérfürdő lesz. Egyértelmű, hogy valaki közülük besúgó, hiszen a rendőrség szinte azonnal ott volt a nyomukban. Most már csak azt kell kideríteni, hogy melyikük az…

## Szereposztás
| Szereplő                      | Színész           | Magyar hang    | Magyar hang        |
| Szereplő                      | Színész           | 1. szinkron    | 2. szinkron (2005) |
| ----------------------------- | ----------------- | -------------- | ------------------ |
| Mr. Fehér/Larry Dimmick       | Harvey Keitel     | Barbinek Péter | Szersén Gyula      |
| Mr. Narancs/Freddy Newandyke  | Tim Roth          | Epres Attila   | Mácsai Pál         |
| Mr. Drapp (Szőke)/Victor Vega | Michael Madsen    | Hankó Attila   | Dörner György      |
| „Széparcú” Eddie Cabot        | Chris Penn        | Harmath Imre   | Kerekes József     |
| Mr. Pink                      | Steve Buscemi     | Csuja Imre     | Kaszás Attila      |
| Mr. Barna                     | Quentin Tarantino | Mikula Sándor  | Stohl András       |
| Joe Cabot                     | Lawrence Tierney  | Kránitz Lajos  | Kristóf Tibor      |
| Mr. Kék                       | Eddie Bunker      | Szalai Imre    | Barbinek Péter     |
| Marvin Nash                   | Kirk Baltz        | Forgács Péter  | Nagy Ervin         |
| K-Billy DJ                    | Steven Wright     |                | Faragó József      |

## A produkció
Tarantino eredetileg a Tiszta románc (1993) című filmet szerette volna leforgatni, azonban a forgatókönyv túl hosszú volt (kb. 500 oldalas) egy egész estés filmhez. Ezért kettészedte és átírta a történetet. Az egyik feléből született a Tiszta románc forgatókönyve, melyből Tony Scott forgatott filmet. A Tiszta románc forgatókönyvének díjából tervezte leforgatni a Kutyaszorítóbant, 16 mm-es filmre, fekete-fehér kópiára, barátai főszereplésével. Szerencsére a véletlen közbeszólt: ekkoriban lett egy kis hollywoodi filmes cég, a CineTel segédírója, és itt ismerkedett meg Lawrence Benderrel (cameójában rendőrként üldözi az utcán Mr. Pinket), akit olyannyira meggyőzött Tarantino forgatókönyve, hogy továbbküldte azt ismerősének, Harvey Keitelnek. Keitelt lenyűgözte Tarantino története, így beszállt a produkcióba, és egy kis pénzzel is megsegítette a fiatal rendezőt.
A film sztorija egy 1987-es hongkongi filmen, a Ringo Lam rendezésében készült City on Fire-en alapul. Ott a főszereplőnek (Chow Yun-Fat) egy tolvajbandába kell beépülnie, és lebuktatnia őket. Egyesek kritizálták is emiatt Tarantinót, hogy ellopta Lam filmjét, de az igazság az, hogy Tarantino csak a mozi utolsó 20 percét másolta le, ami egy rendőrök által körülvett raktárházban játszódik.

## A film fogadtatása
A Kutyaszorítóbant 1992-ben mutatták be a Sundance Filmfesztiválon, ahol nagy feltűnést keltett. A film forgalmazását a Miramax vállalta, ők mutatták be Amerikában még abban az évben. A film pénzügyileg megbukott. 1993-ban Angliában jól fogadta a közönség, és a kritikusok is dicsérték. Nagy-Britanniában nagy lökést adott a filmnek, hogy jó visszhangja volt a Sundance filmfesztiválon. A filmet Tarantino második rendezése, a Ponyvaregény (1994) sikere után fedezte fel a közönség.

## A videójáték
A film játék-adaptációja 2006-ban jelent meg Playstation 2-re és X-Box konzolra. A játékban megismerhetjük azokat a „fehér foltokat”, amiket a filmben nem láthattunk (pl. a rablást, és hogy mi lett Mr. Pinkkel és Mr. Kékkel). Bár mostanában divat, hogy az ilyesféle adaptációknál a színészek kölcsönzik a hangjukat, ebben a játékban csak Michael Madsen vállalta el a szinkronizálást.

## Érdekességek
- A legenda szerint a cím onnan ered, hogy a Video Archives videotékában, Hermosa Beachen, ahol Tarantino dolgozott, csak úgy emlegették Louis Malle Viszontlátásra gyerekek! (Au revoir les enfants)[1] című filmjét, hogy az a reservoir dogsos mozi.[2] Tarantinónak ez annyira tetszett, hogy elhatározta, ez lesz első filmjének a címe. De forrásnak tekinthető még a filmcím szempontjából Sam Peckinpah 1971-es Szalmakutyák (Straw Dogs) című alkotása is.
- A filmen érezhető Jean-Pierre Melville Bob nagyban játszik (1955) és Az áruló (1963) című filmjeinek hatása is.
- A gengszterek színskálából vett álneveihez pedig a Pokol a metróban (1974) című film adta a forrást.
- Az 1,2 milliós költségvetés szűknek bizonyult. Michael Madsen például saját cowboycsizmáját és autóját vitte a forgatásra.
- Az azóta stílussá váló fekete öltönyt a hozzávaló fogpiszkálóval Quentin szintén egy 1987-es Chow Yun-fat moziból, a Szebb holnap 2.-ből szerezte.
- Amikor a rendőrök üldözik Mr. Pinket a flashbackben, majdnem minden üzlet előtt kétszer rohannak el.
- Amikor a kamera körbemegy Mr. Narancson a mosdóban, az egyik tükörben láthatóvá válik a felvevőgép árnyéka az egyik falon.
- A stáb főhadiszállása egy használaton kívül lévő halottasház volt. Ez a hely adott otthont a történetben központi szerepet játszó raktárhelyiségnek, és Joe kéróját is itt rendezték be.
- Tarantino eredetileg James Woodsnak szánta az egyik főszerepet, de a sztár menedzsere annyira sem méltatta az elsőfilmes Tarantino forgatókönyvét, hogy megmutassa ügyfelének. A legenda szerint Woods később új menedzser után nézett.
- A forgatás megkezdéséig folyamatosan cserélődtek a szerepek a színészek között.
- A film címe két másik film címének kombinációjából eredt. Tarantino, aki nem tud tökéletesen franciául, mindig úgy emlegette Louis Malle: Au revoir les enfants (Viszlát, gyerekek) c. filmjét, mint „azt a Reservoir filmet”. A másik film az általa kedvelt Straw Dogs (1971). A kettő címét kombinálva állt össze a Reservoir Dogs.
- A „fuck” szó 252-szer hangzik el a filmben.
- Az egyik párbeszéd során Joe Cabot azt kérdezi Mr. Fehértől, hogy „Mi a helyzet Alabamával?” Ez Tarantino Tiszta románc című filmjére utal, ahol a női főszereplőt Alabamának hívták.
- Larry Dimmick, azaz Mr. Fehér (Harvey Keitel) a Ponyvaregényben szereplő Jimmie Dimmick testvére.
- Vic Vega, azaz Mr. Drapp (Michael Madsen) a Ponyvaregényben szereplő Vincent Vega (John Travolta) testvére.
- Amikor a kocsiban szóba kerül Lady E. története, megemlítik Pam Griert is, mint egy tv-sorozat szereplőjét. Pam Grier pedig az öt évvel később készült Jackie Brown főszereplője volt.
- A filmet 35 nap alatt forgatták.
- A Mr. Narancsot alakító Tim Roth a forgatás során olyan sok időt töltött a vértócsában, hogy szabályosan odaragadt a földhöz, és percekig tartott, mire kiszabadították a mesterséges masszából.